# Luiz Felipe Ramos Marchi
Luiz Felipe Ramos Marchi (Colina, São Paulo, Brasil, 22 de marzo de 1997) es un futbolista italo-brasileño. Juega de defensa y su equipo es el Rayo Vallecano de la Primera División de España.

## Trayectoria
En agosto de 2016 Luiz Felipe fichó por la Lazio procedente del equipo brasileño Ituano. Fue cedido a la Salernitana para la temporada 2016-17. En 2017 regresó a la Lazio, donde permaneció las siguientes cinco temporadas.
El 4 de julio de 2022, una vez ya había expirado su contrato, el Real Betis Balompié hizo oficial su fichaje hasta junio de 2027.
El 7 de septiembre de 2023 fichó por el Al-Ittihad de la Liga Profesional Saudí. Dicha experiencia finalizó a inicios de 2025, momento en el que regresó a Europa para jugar en el Olympique de Marsella. Allí completó la temporada y en julio volvió a España tras unirse al Rayo Vallecano.

## Selección nacional
El 16 de marzo de 2019 fue convocado para la selección de fútbol sub-21 de Italia por el entrenador Luigi Di Biagio, sin embargo, rechazó la convocatoria al día siguiente afirmando su lealtad y deseo de jugar en su país natal, Brasil. Debutó con la selección de fútbol sub-23 de Brasil en 2019 y previamente jugó para la sub-20 en 2017.
El 24 de enero de 2022 aceptó una convocatoria del entrenador de la selección de fútbol de Italia, Roberto Mancini, para unirse a los Azzurri en un campo de entrenamiento de tres días en Coverciano. En marzo de ese mismo año recibió su primera llamada para disputar el playoff de clasificación para el Mundial de 2022. Para debutar tuvo que esperar al 14 de junio en un encuentro de la Liga de Naciones de la UEFA 2022-23 ante Alemania que perdieron por cinco a dos.

## Estadísticas

### Clubes
Actualizado al 17 de mayo de 2025.
| Club                            | Div.          | Temporada     | Liga  | Liga  | Estatal | Estatal | Copas nacionales | Copas nacionales | Copas internacionales | Copas internacionales | Total | Total |
| Club                            | Div.          | Temporada     | Part. | Goles | Part.   | Goles   | Part.            | Goles            | Part.                 | Goles                 | Part. | Goles |
| ------------------------------- | ------------- | ------------- | ----- | ----- | ------- | ------- | ---------------- | ---------------- | --------------------- | --------------------- | ----- | ----- |
| Ituano F. C. · Brasil           | 5.ª           | 2015          | —     | —     | 3       | 0       | 0                | 0                | —                     | —                     | 3     | 0     |
| Ituano F. C. · Brasil           | 4.ª           | 2016          | 9     | 0     | 9       | 0       | —                | —                | —                     | —                     | 18    | 0     |
| Ituano F. C. · Brasil           | Total club    | Total club    | 9     | 0     | 12      | 0       | 0                | 0                | —                     | —                     | 21    | 0     |
| U. S. Salernitana 1919 · Italia | 2.ª           | 2016-17       | 7     | 1     | —       | —       | —                | —                | —                     | —                     | 7     | 1     |
| U. S. Salernitana 1919 · Italia | Total club    | Total club    | 7     | 1     | —       | —       | —                | —                | —                     | —                     | 7     | 1     |
| S. S. Lazio · Italia            | 1.ª           | 2017-18       | 18    | 0     | —       | —       | 3                | 0                | 10                    | 0                     | 31    | 0     |
| S. S. Lazio · Italia            | 1.ª           | 2018-19       | 17    | 1     | —       | —       | 3                | 0                | 5                     | 0                     | 25    | 1     |
| S. S. Lazio · Italia            | 1.ª           | 2019-20       | 26    | 1     | —       | —       | 3                | 0                | 1                     | 0                     | 30    | 1     |
| S. S. Lazio · Italia            | 1.ª           | 2020-21       | 14    | 0     | —       | —       | 0                | 0                | 4                     | 1                     | 18    | 1     |
| S. S. Lazio · Italia            | 1.ª           | 2021-22       | 31    | 0     | —       | —       | 2                | 0                | 7                     | 0                     | 40    | 0     |
| S. S. Lazio · Italia            | Total club    | Total club    | 106   | 2     | —       | —       | 11               | 0                | 27                    | 1                     | 144   | 3     |
| Real Betis Balompié · España    | 1.ª           | 2022-23       | 23    | 0     | —       | —       | 2                | 0                | 5                     | 0                     | 30    | 0     |
| Real Betis Balompié · España    | 1.ª           | 2023-24       | 4     | 0     | —       | —       | —                | —                | —                     | —                     | 4     | 0     |
| Real Betis Balompié · España    | Total club    | Total club    | 27    | 0     | —       | —       | 2                | 0                | 5                     | 0                     | 34    | 0     |
| Al-Ittihad F. C. Arabia Saudita | 1.ª           | 2023-24       | 18    | 0     | —       | —       | 4                | 0                | 5                     | 0                     | 27    | 0     |
| Al-Ittihad F. C. Arabia Saudita | 1.ª           | 2024-25       | 1     | 0     | —       | —       | 0                | 0                | —                     | —                     | 1     | 0     |
| Al-Ittihad F. C. Arabia Saudita | Total club    | Total club    | 19    | 0     | —       | —       | 4                | 0                | 5                     | 0                     | 28    | 0     |
| Olympique de Marsella Francia   | 1.ª           | 2024-25       | 4     | 0     | —       | —       | 0                | 0                | —                     | —                     | 4     | 0     |
| Olympique de Marsella Francia   | Total club    | Total club    | 4     | 0     | —       | —       | 0                | 0                | —                     | —                     | 4     | 0     |
| Rayo Vallecano · España         | 1.ª           | 2025-26       | 0     | 0     | —       | —       | 0                | 0                | 0                     | 0                     | 0     | 0     |
| Rayo Vallecano · España         | Total club    | Total club    | 0     | 0     | —       | —       | 0                | 0                | 0                     | 0                     | 0     | 0     |
| Total carrera                   | Total carrera | Total carrera | 172   | 3     | 12      | 0       | 17               | 0                | 37                    | 1                     | 238   | 4     |
| 1.                              |               |               |       |       |         |         |                  |                  |                       |                       |       |       |

## Palmarés

### Títulos nacionales
| Título              | Club        | País   | Año  |
| ------------------- | ----------- | ------ | ---- |
| Supercopa de Italia | S. S. Lazio | Italia | 2017 |
| Copa Italia         | S. S. Lazio | Italia | 2019 |
| Supercopa de Italia | S. S. Lazio | Italia | 2019 |